# Бриен-ла-Вьей
Брие́н-ла-Вьей (фр. Brienne-la-Vieille) — коммуна во Франции, находится в регионе Шампань — Арденны. Департамент — Об. Входит в состав кантона Бриен-ле-Шато. Округ коммуны — Бар-сюр-Об.
Код INSEE коммуны — 10063.
Коммуна расположена приблизительно в 170 км к востоку от Парижа, в 70 км южнее Шалон-ан-Шампани, в 35 км к востоку от Труа.

## Население
Население коммуны на 2008 год составляло 450 человек.
| 1962 | 1968 | 1975 | 1982 | 1990 | 1999 | 2008 |
| ---- | ---- | ---- | ---- | ---- | ---- | ---- |
| 412  | 456  | 404  | 486  | 447  | 420  | 450  |

## Экономика
В 2007 году среди 281 человека в трудоспособном возрасте (15—64 лет) 199 были экономически активными, 82 — неактивными (показатель активности — 70,8 %, в 1999 году было 69,1 %). Из 199 активных работали 184 человека (95 мужчин и 89 женщин), безработных было 15 (7 мужчин и 8 женщин). Среди 82 неактивных 14 человек были учениками или студентами, 44 — пенсионерами, 24 были неактивными по другим причинам.

## Достопримечательности
- Крест на перекрёстке при въезде в коммуну (1738 год). Памятник истории с 1916 года[3]
- Старая водяная мельница (XIX век). Памятник истории с 1987 года[4]
- Участки римских дорог. Памятник истории с 1982 года[5]
- Церковь Св. Петра в оковах (XVI век). Памятник истории с 1907 года[6]
- Аббатство Бас-Фонтен (XII век). Памятник истории с 1926 года[7]

## Фотогалерея

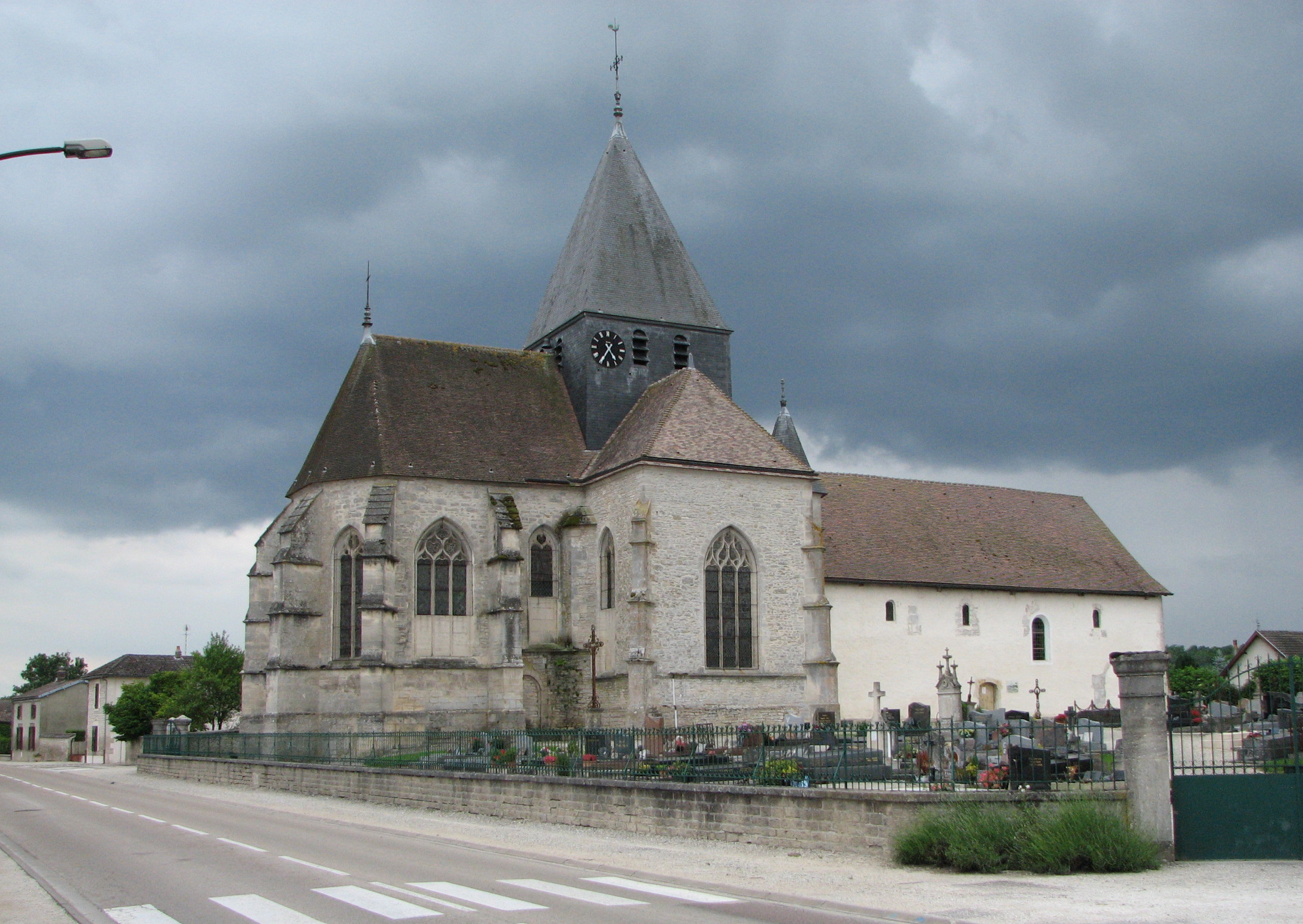
Церковь Св. Петра в оковах
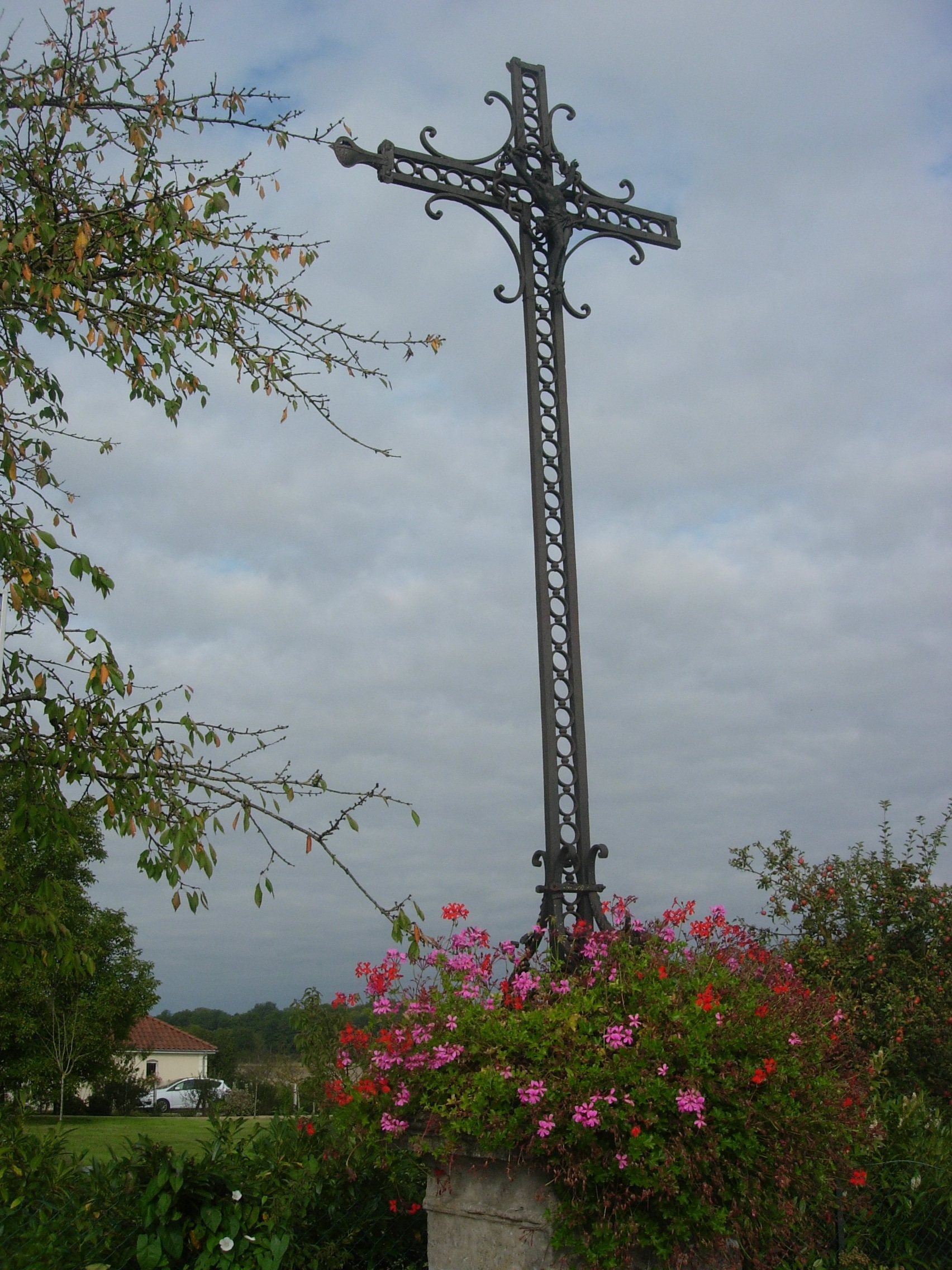
Крест
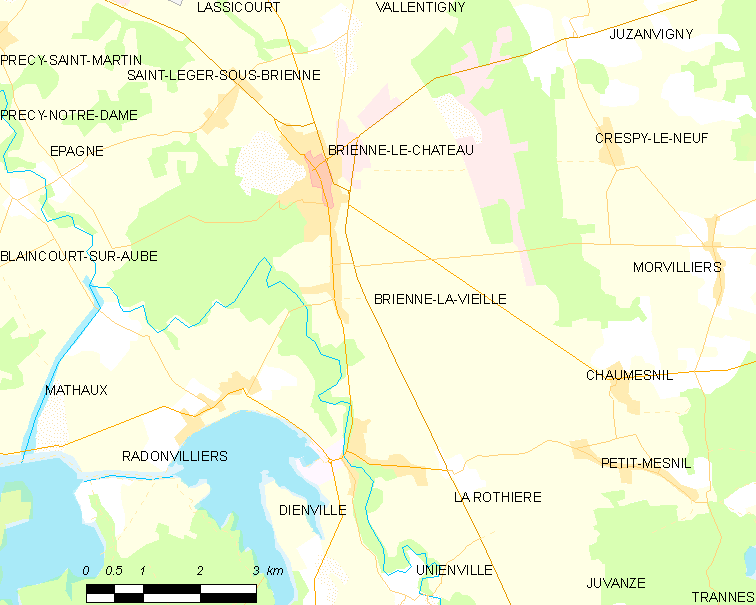
Карта коммуны